# État crépusculaire
Ne doit pas être confondu avec syndrome crépusculaire.
L'état crépusculaire est un terme de psychiatrie qui vient du latin : crepusculum, « crépuscule », apparenté à un adjectif archaïque creperus « obscur », « douteux ». 
Il désigne un état caractérisé par une baisse plus ou moins importante et durable du niveau de la vigilance (désorientation temporo-spatiale, parfois onirisme, amnésie lacunaire) avec conservation de certains automatismes parfois élaborés. 
On le rencontre dans l'épilepsie et la confusion mentale.